# Mariano Giaquinta
Mariano Giaquinta (ur. 14 marca 1947 roku w Caltagirone) – włoski matematyk, profesor Scuola Normale Superiore di Pisa. Specjalizuje się w rachunku wariacyjnym i równaniach różniczkowych cząstkowych.

## Życiorys
Urodził się 14 marca 1947 roku w  Caltagirone. W latach 1965-1969 studiował matematykę na Uniwersytecie w Pizie. Po studiach pracował najpierw na macierzystej uczelni a następnie był profesorem uniwersytetów w Modenie,  Ferrarze, Florencji i Pizie. W 1999 roku związał się z Scuola Normale Superiore di Pisa, gdzie obecnie jest profesorem emerytowanym.
Autor ponad 100 artykułów naukowych. Swoje prace publikował m.in. w „Manuscripta Mathematica", „Calculus of Variations and Partial Differential Equations”, „Journal für die Reine und Angewandte Mathematik”, „Journal of Functional Analysis”, „Mathematische Annalen" oraz najbardziej prestiżowych czasopismach matematycznych świata: „Acta Mathematica” i „Inventiones Mathematicae”.
W roku 1979 otrzymał Premio Bartolozzi, a w 2006 Premio Amerio.
Od 2002 roku jest członkiem Niemiecka Akademia Przyrodników Leopoldina.